# Viettesia viettei
Viettesia viettei là một loài bướm đêm thuộc phân họ Arctiinae, họ Erebidae.